# Marianne de Prusse
À ne pas confondre avec Marianne de Prusse (1785-1846).
Marianne de Prusse née le 23 août 1913 au château de Kamenz, aujourd'hui à Kamieniec en Pologne, et morte le 1er mars 1983, est une princesse de la Maison de Hohenzollern, arrière-petite-fille d'Albert de Prusse et de la princesse Marianne des Pays-Bas.

## Biographie
La princesse Marianne de Prusse est la fille du prince Frédéric-Guillaume de Prusse (1880-1925) et de son épouse, née princesse Agathe de Hohenlohe-Schillingsfürst. Elle épouse le 30 janvier 1933 à Tabarz le prince Guillaume de Hesse-Philippsthal-Barchfeld (1905-1942), fils du landgrave Clovis de Hesse-Philippsthal-Barchfeld et de la princesse Caroline de Solms-Hohensolms-Lich.
De cette union sont issus :
- Guillaume de Hesse-Philippsthal-Barchfeld, actuel landgrave et chef de la maison, né le 14 août 1933 au château d'Augustenau, il épouse Ode-Mathilde von Garmissen le 5 août 1961, dont il a deux fils, Guillaume né en 1963 et Otto né en 1965.
- Hermann, prince de Hesse-Philippsthal-Barchfeld, né le 21 août 1935 au château d'Augustenau, est mort le 18 mai 2019 il épouse la comtesse Monika Strachwitz von Gross-Zauche und Camminetz, le 9 mai 1962, dont postérité
- Johanna, princesse de Hesse-Philippsthal-Barchfeld, née le 22 novembre 1937. Elle épouse le 30 septembre 1957 Alfons Kuhn, dont postérité, et dont elle divorce en 1961, et en secondes noces Bruno Rieck, le 8 juin 1963, dont postérité.